# Carlos Soler Márquez
Carlos Soler Márquez (nacido el 16 de febrero de 1972 en Málaga, Andalucía) es un esgrimista español en silla de ruedas que ha representado a España en cinco Juegos Paralímpicos, después de los Juegos de 2012, se retiró del deporte, también es un administrador y entrenador de esgrima, después de haber organizado un evento de la Copa Mundial en el club de esgrima donde es presidente.

## Personal
Soler nació el 16 de febrero de 1972 en Málaga, mientras servía en el ejército tuvo un accidente que involucró una caída de trece metros que lo dejó parapléjico.

## Esgrima en silla de ruedas
Soler está clasificado como un competidor de Categoría B, en 1992 él conoció a Paquita Bazalo, una medallista paralímpica española en el deporte que había competido en los Juegos Paralímpicos de 1992. Bazalo lo invitó a una competencia local, asistir al evento lo llevó a practicar este deporte en 1993 en el "Garden City Fencing Club", donde fue entrenado por Antonio Marzal, en ese momento Marzal había sido entrenador del equipo nacional desde que comenzó en 1991, en ese momento ya había cuatro tiradores de sillas de ruedas en el club.
A lo largo de su carrera, Soler ha acumulado un segundo lugar en los Campeonatos de Europa, 9 campeonatos de España y 5 apariciones en los Juegos Paralímpicos. Ha sido becario de Plan ADOP. Debido a la cantidad de equipaje que tiene que llevar para competir y que necesita ser revisado, incluyendo una silla de ruedas y una bolsa con sus vallas, no todo llega en el mismo avión y como resultado tuvo que pedir prestado equipo de sus compañeros de equipo para competir. Debido a su personalidad, ha tratado de evitar los eventos de equipo y solo compite en eventos individuales porque allí solo eres responsable de ti mismo y no de los demás.
Soler compitió en el Campeonato Europeo de 1995, él compitió en los Juegos Paralímpicos de Verano de 1996. Él compitió en el Campeonato Europeo de 1997. Él compitió en el Campeonato Mundial de 1998, en el Campeonato de Europa de 1999, en 2002 él compitió en el Campeonato Mundial, en el Campeonato Europeo de 2003, en un evento de la Copa del Mundo de 2003 celebrado en España. Él compitió en los Juegos Paralímpicos de Verano 2004, en el Campeonato de Europa de 2007 y tuvo un primer lugar en un evento, ganó el campeonato nacional español de 2008, obteniendo el oro en dos eventos diferentes, compitió en los Juegos Paralímpicos de Verano 2008. Lo hizo bien durante la temporada de esgrima 2010/2011, en el Campeonato Mundial de Esgrima de silla de ruedas patrocinado por Italia en 2011, fue uno de los tres competidores que representaron a España, todos masculinos y compitió en los eventos de sable y épee.
En 2012, Sole era el presidente del Garden City Fencing Club, en 2012 él organizó un evento de la Copa del Mundo en Málaga. Él clasificó para el evento en una de las últimas oportunidades disponibles en un evento a principios de 2012 en Berlín, Alemania. Él fue a Londres desde Madrid a finales de agosto. Yendo a Londres, fue patrocinado por la ciudad de Málaga y por compañías locales del área, incluida Poyatos Orthopaedics. Compitió en los Juegos Paralímpicos de Verano de 2012, donde fue el único representante español de esgrima en silla de ruedas.
Soler se retiró del deporte como un competidor activo en 2013 cuando tenía 41 años. Él fue el becario de la Fundación Andalucía Olímpica 2013. En diciembre de 2013 él marcó un día para reconocer a las personas con discapacidad asistiendo a un evento en una escuela en Cottenlengo para contarles sobre el deporte paralímpico en España y mostrarles lo que las personas en sillas de ruedas pueden hacer. En 2013, él estaba empezando a pasar la antorcha a la próxima generación de esgrimistas de silla de ruedas españoles y estaba ayudando a Lorenzo Ribes a tratar de obtener la calificación para los Juegos Paralímpicos de Verano 2016, Ribes ha intentado alentarlo a permanecer en el deporte como un competidor.
Mientras España inventó el deporte, desde el comienzo de la carrera competitiva de Soler hasta el final, el nivel de apoyo general para la esgrima en España ha disminuido, lo que significa que ha habido menos oportunidades de apoyo, lugares para competir, becas deportivas y oportunidades de patrocinio, esto es algo que ha preocupado a Soler, ya que se ha pasado al coaching.